# تشيرانجيفي
تشيرانجيفي هو سياسي ومنتج أفلام وممثل هندي، ولد في 22 أغسطس 1955 في الهند. من الجوائز التي نالها جائزة فيلم فير جنوب وجوائز ناندي ‏ وبادما بوشان ‏.

## جوائز
- جائزة فيلم فير جنوب
- جوائز ناندي [الإنجليزية]‏
- بادما بوشان [الإنجليزية]‏

## وصلات خارجية
- تشيرانجيفي على موقع IMDb (الإنجليزية)
- تشيرانجيفي على موقع روتن توميتوز (الإنجليزية)
- تشيرانجيفي على موقع ميوزك برينز (الإنجليزية)
- تشيرانجيفي على موقع أول موفي (الإنجليزية)
- تشيرانجيفي على موقع قاعدة بيانات الفيلم (الإنجليزية)